# Eugène Curvale
Pour les articles homonymes, voir Curvale.
Eugène Louis Auguste Curvale, né à Toulouse le 7 mars 1861 et mort le 24 février 1931 dans cette même ville, est un architecte français de la ville de Toulouse. 

## Biographie

### Famille
Né à Toulouse le 7 mars 1861, il est le fils de Jean Augustin Curvale, menuisier-ébéniste et de Marie-Jeanne Dedieu, couturière ou ménagère.  Il a deux sœurs. 
Il épouse Jeanne Alphonsine Gril. Leur fils Albert Curvale (1897-1984) est également architecte.

## Formation
Il entre très jeune à la classe d'art industriel graphique à l'Ecole des Beaux-Arts de Toulouse en 1873, il est alors âgé de 12 ans. Il suit pendant dix ans des classes de dessin et d'architecture, et entre en 1876 à la section architecture. Il obtient par ailleurs le petit prix en 1882. L'année suivante, il est mentionné au grand prix municipal. Il part continuer ses études à l'École des Beaux-Arts de Paris, où il rejoint la promotion 1885-1 et est élève de MM. André et Laloux. Cela est rendu possible entre autres par l'obtention d'une bourse du Conseil général et de la municipalité, et sa recommandation exprès par le directeur de l'Ecole. Élève brillant, il reçoit plusieurs prix pendant sa scolarité, notamment la première Médaille au concours Godeboeuf en 1889 (pour sa composition d'une grille en fer forgé). 
Outre ce prix, il fut classé à deux reprises pour la montée en loge du Grand Prix de Rome. Il ressort diplômé d'architecture en 1891,. 

## Architecte de la ville de Toulouse et professeur aux Beaux-Arts (1891-1931)
Il retourne ensuite à Toulouse, où il s'implante rapidement en tant qu'architecte, participant à des concours dès 1891 et en postulant à des emplois municipaux. Il devient aussi membre du Conseil des bâtiments civils de la Haute-Garonne, en 1891 ou 1892. 
En parallèle de son activité d'architecte, il commence à enseigner l'architecture aux Beaux-Arts en 1893. En 1894, il devient suppléant du professeur Henry Bach dans la classe de composition d'architecture, et peu de temps après architecte de la ville de Toulouse. Il est alors chef de la section à la direction des travaux municipaux de 1893 à 1906. Il devient plus tard architecte du bureau de bienfaisance de Toulouse. De son union avec Jeanne Alphonsine Gril, dite Alphonsine Gril, naît son premier fils, le 16 septembre 1895, Gaston Georges Jean Curvale, et le 29 décembre 1897 son second fils, Albert Henri Curvale. 
Professeur honoraire de la classe d'architecture de l'école des Beaux-arts de Toulouse, il est rapidement promu, et sera professeur titulaire de la classe architecture de 1896 à 1919. Il est notamment le maître de Patrice Bonnet, Grand Prix de Rome. En 1902, il devient Officier d'académie. Ses nombreuses activités l'obligent à demander un congé illimité en 1909, il est alors remplacé par Paul Bonamy, son assistant. En effet, notamment à partir de 1911, il s'occupe de commerce et d'industrie. Son activité d'industriel, par le biais de sa femme, Alphonsine Gril, est une des raisons explicitement mentionnées de son départ. La même année, il devient Officier de l'instruction publique. 
Il reprend sa charge de professeur en 1914, probablement à cause du début des hostilités, son suppléant Bonamy étant engagé. Il est aidé par Paul Delfau dans sa tâche d'enseignant. La même année, ses deux fils partent combattre. Le 8 avril 1916, sa femme, Jeanne Alphonsine Gril, décède à l'âge de 45 ans. L'année suivante, son fils cadet est rapatrié, survivant de peu à une méningite alors qu'il avait été laissé pour mort. Eugène Curvale démissionne de son poste d'enseignant en 1919. Dans un rapport sur l'’École des beaux-arts et des sciences industrielles de Toulouse (EBASI) publié en 1921, un inspecteur général mentionnait « la supériorité de la Classe d’architecture dirigée par M. Curvale ; la méthode et l’application donnent d’étonnants résultats, sans doute les meilleurs de la 9ème circonscription »,. Son enseignement a souvent été l'objet de commentaires élogieux.
Parmi ses étudiants on peut citer à cet égard Patrice Bonnet, architecte français prix de Rome, qui restaurera le château de Versailles en 1925.
Il fit partie de la société toulousaine l'Alliance et de la Société des architectes diplômés du Midi de la France dont il était le président. 
La nuit du 11 au 12 avril 1926 le clocher de l'église Notre-Dame de la Dalbade s'écroule, tuant un couple de boulangers. Architecte diocésain et chargé de l'entretien des lieux du culte, Eugène Curvale est profondément troublé par cette catastrophe, dont il s'attribue la responsabilité. Il avait quelques jours avant l'accident inspecté ladite église. Une information judiciaire contre X est ouverte pour déterminer les causes et les responsabilités de l’accident, elle se solde par un non-lieu le 24 décembre 1926. 
En 1930, il est architecte ordinaire des Monuments historiques.
Il meurt le 24 février 1931, âgé de 69 ans.

## Style architectural
Son style, tel qu'illustré dans ses réalisations d'écoles et de groupes scolaires, est assez rationaliste. Ses immeubles toulousains utilisent aussi quelques souvenirs de l'art nouveau (par exemple celui du 22 rue du Languedoc). Eguène Curval est contemporain des architectes Jacques Lacassin, Joseph Galinier et Joseph Gilet.

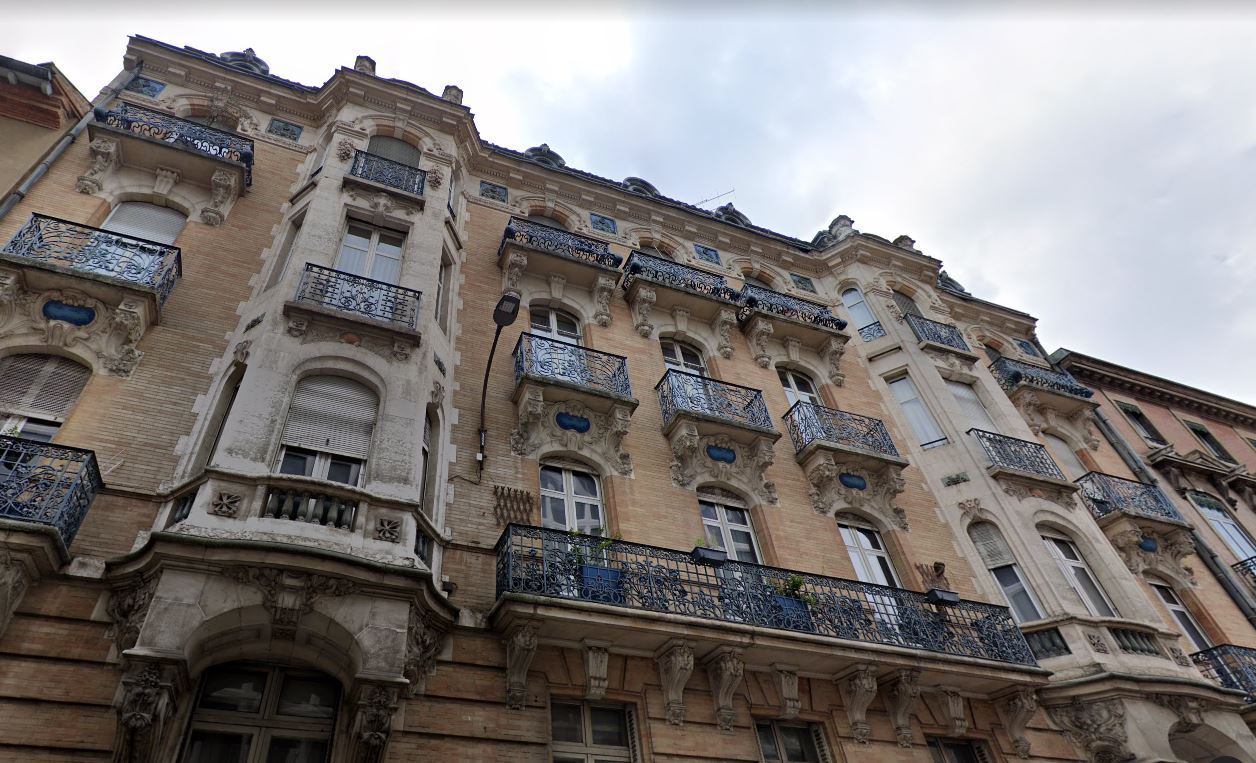
Immeuble du 22 rue du Languedoc, réalisé par Eugène Curvale

## Prix, concours et distinctions académiques

### Distinctions académiques
En 1902, il est fait Officier d'académie. En 1911, il devient Officier de l'instruction publique. 

### Prix reçus pendant ses études[5]
- Prix de dessin de solides ombrés (En 1873 et 1874)
- Accessit et prix de dessin graphique (1874)
- Accessit et prix d'architecture (1875 et 1876)
- Prix d'études des monuments anciens (1876 et 1877)
- Prix d'esquisse d'architecture (1878 et 1879)
- Prix ministériel en section architecture (1880 et 1881)
- Premier prix avec éloges en dessin d'ornement (1880 et 1881)

- Premier Petit prix de composition architecture (1882)
- Mention au concours du Grand Prix municipal (composition d'architecture) en 1883.
- Première Médaille au concours Godeboeuf[7]
- Classé à deux reprises pour une montée en loge au Grand Prix de Rome[7].

### Concours et prix
- En 1891, il concourt pour la réalisation du musée-bibliothèque de la Ville de Bayonne, remportant le deuxième prix, en collaboration avec Bernard-Gabriel Belesta[7]
- En 1892, il concourt pour la réalisation de l'établissement thermal de Biarritz, où il obtient le quatrième prix, en collaboration avec Joseph-Jean Galinier[7]
- En 1905, il obtient le cinquième prix pour la Caisse d'Épargne de Toulouse[7]
- En 1909, il remporte le premier prix pour le collège de garçons à Revel[7]

## Réalisations notables

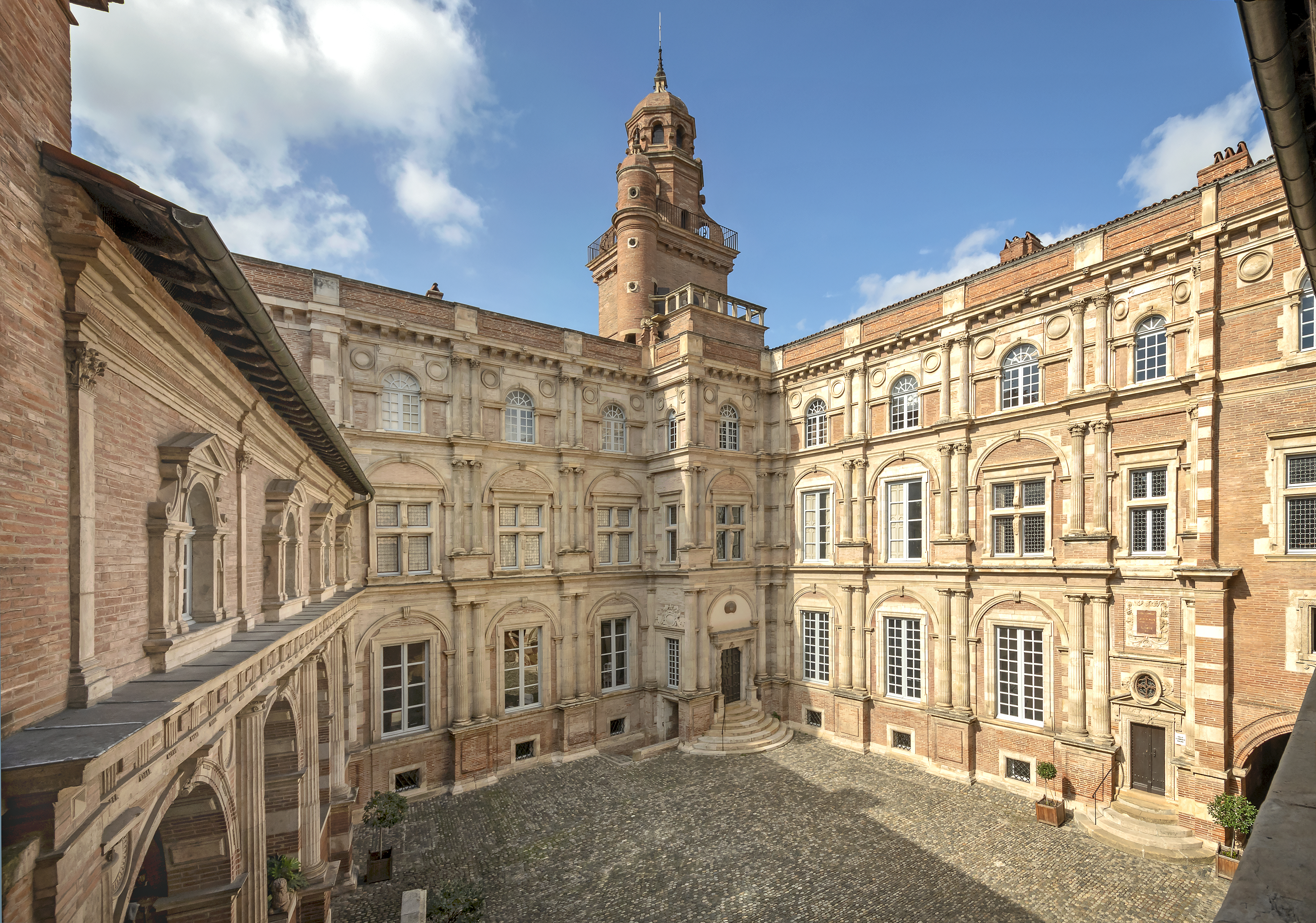
L'Hôtel d'Assézat de Toulouse

Outre les réalisations listées plus bas, il réalise de nombreuses maisons bourgeoises à Toulouse.

Réalisations et travaux de réfection
1894 - école du Vernet, et lavoir en 1899. Travaux à la nouvelle faculté des sciences de Toulouse.
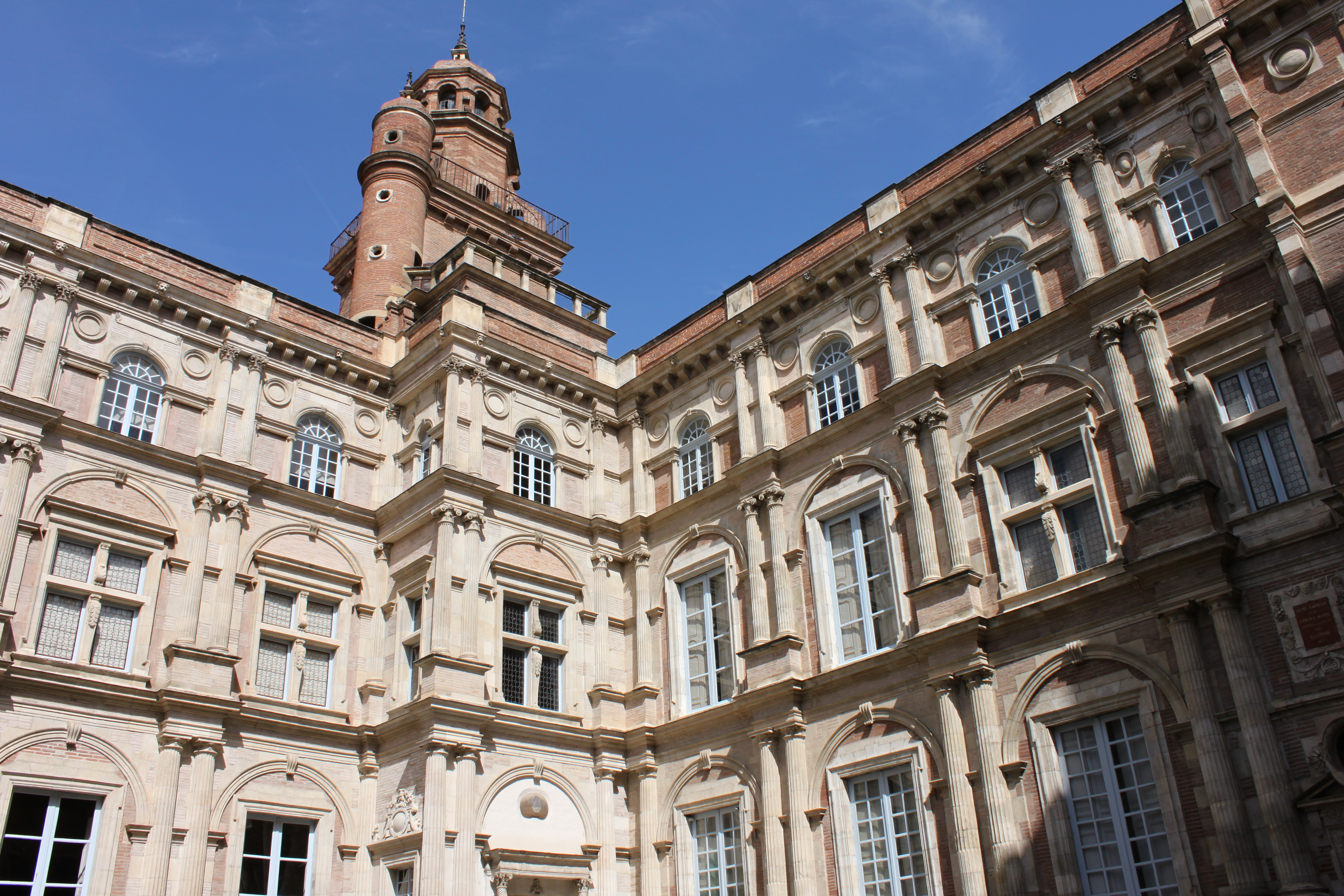
1896 - Transformation de l'hôtel d'Assézat en logements, commerces et en entrepôts[17]. Après le legs de l'hôtel d'Assézat à la ville, il va en sauver la ruine avec le Doyen Deloume[18]. Antonin Deloume est par ailleurs particulièrement élogieux à l'égard du travail d'Eugène Curvale, puisqu'il atteste dans ses mémoires de son "habile, incessante et sympathique collaboration. Le temps n'[ayant] fait que confirmer mes sentiments à son égard."
- 1897 - Construction du groupe scolaire à Lalande, agrandissement de l'école Nord (9 boulevard d'Arcole), travaux à l'école du quartier Bayard, aménagement de salles de cours dans l'ancienne faculté des sciences rue Lakanal et au lycée de garçons
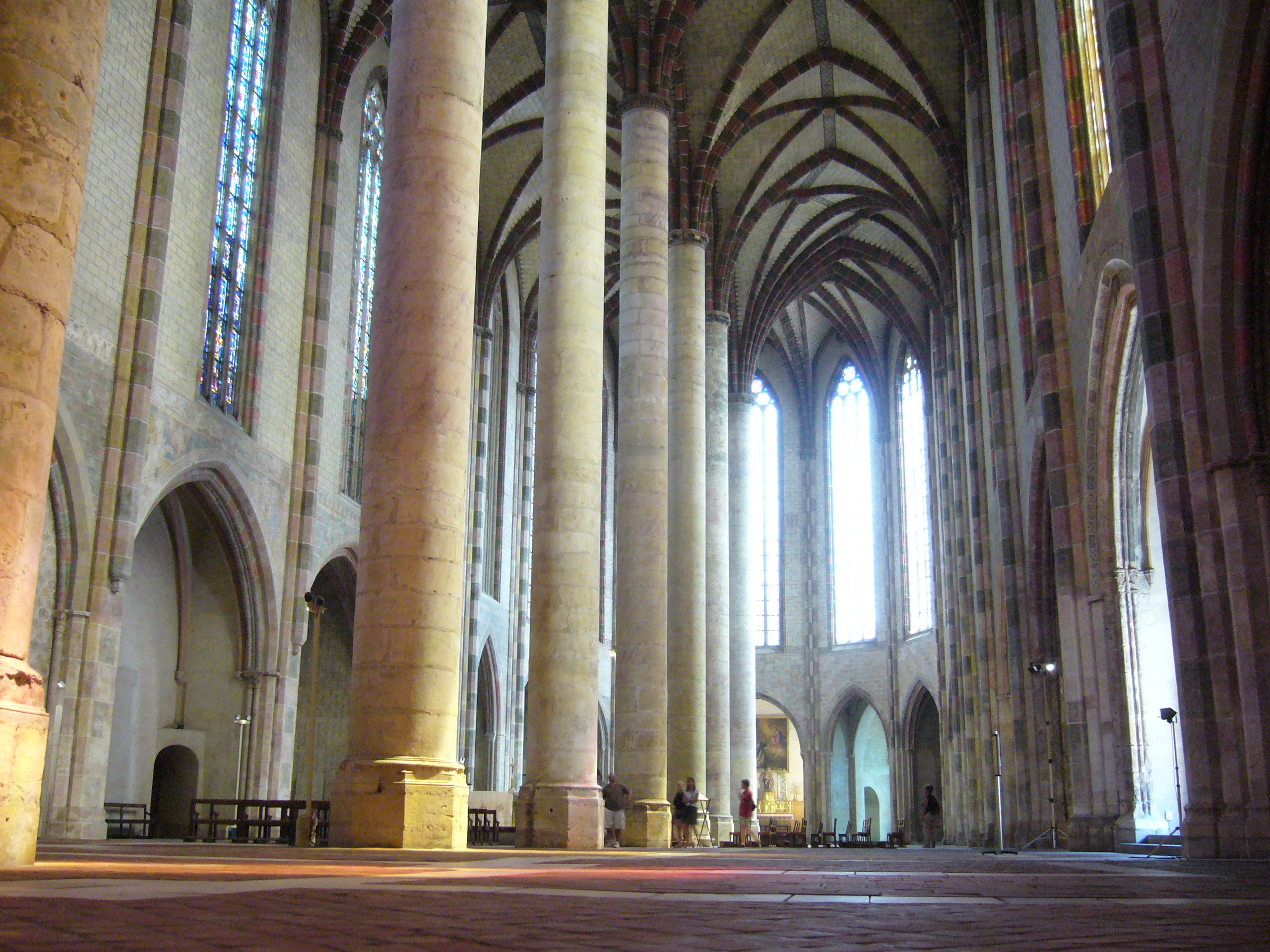
1898 - Construction de la Chapelle de Toulouse[20], aménagement du lycée de garçons Fermat, restauration de l'hôtel d'Assézat, légué à la ville par Ozenne. Travaux aux Jacobins sur la période 1898-1901. Probablement vers 1898, il succède à J. Galinier et construit le groupe scolaire de Saint-Martin-du-Touch. Réalisation des plans d'une chapelle pour l'école libre de garçons de Toulouse, dans un style roman[20]. Agrandissement de l'école Pierre-Dupont[21].
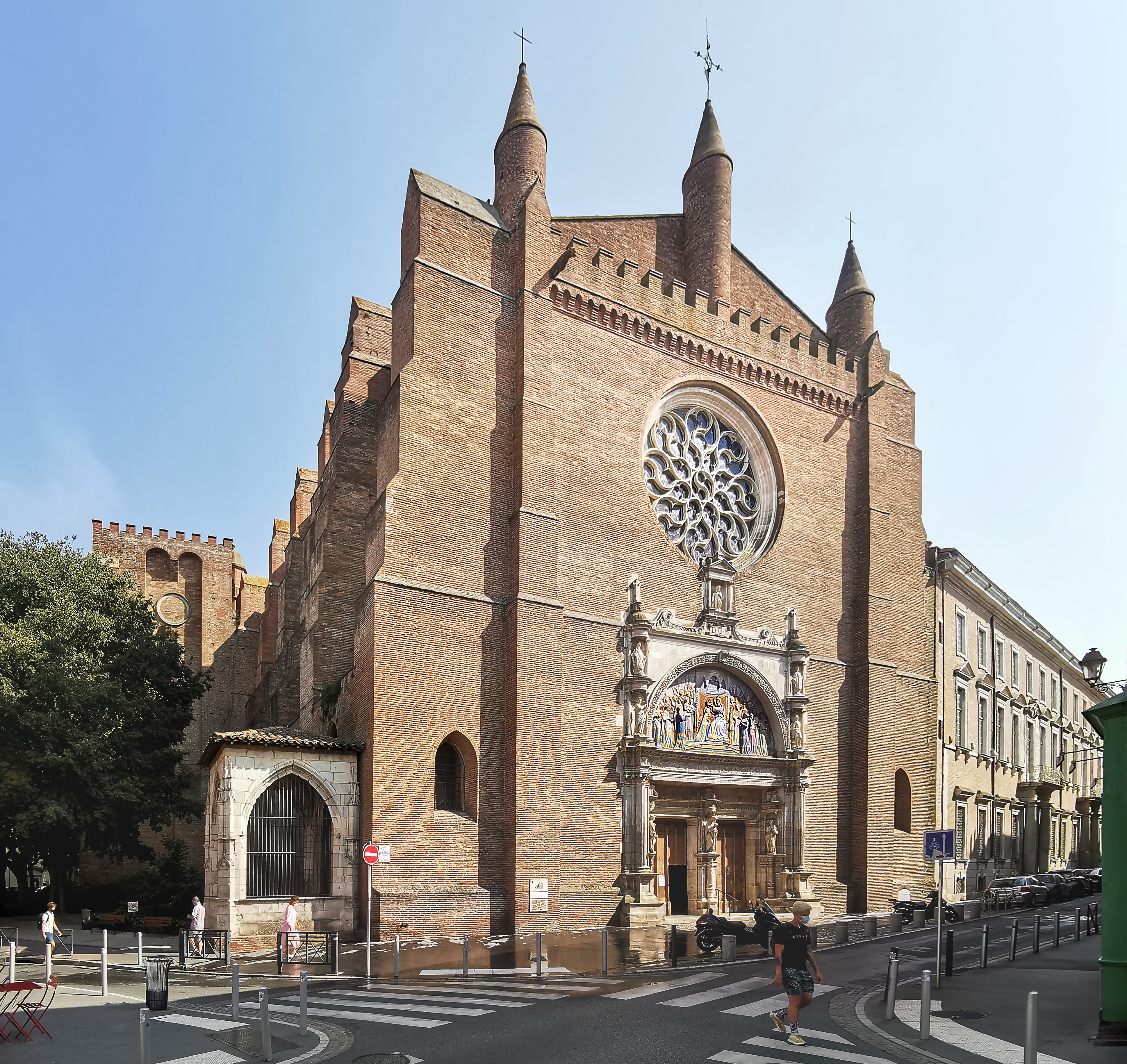
Notre-Dame de la Dalbade

- 1899 - École Lardenne[22], actuellement Club des Aînés[23], agrandissement de l'école Lamartine, actuellement collège Lamartine[24], groupe scolaire Saint-Simon, école maternelle du Faubourg Bonnefoy
- 1901 - Immeuble numéro 22 de la rue de Languedoc (façade signée). Travaux à la nouvelle faculté des sciences de Toulouse (réalisation des grilles).
- 1904 - Réalisation du tombeau du compositeur Louis Deffès, au Cimetière Terre-Cabade, avec le sculpteur Abel Fabre (monument signé)
- 1909 - Maison Brucker (pour M. Brucker, propriétaire de la Brasserie Monplaisir)[25], Collège de garçons de Revel.
- 1910 - Reconstruction du théâtre des Variétés de Toulouse après qu'un incendie l'ait ravagé en 1907[26]. Réalisation de l'immeuble de Brucker, rue André-Delieux
- 1911 - Agrandissement de l'école des frères de Pibrac
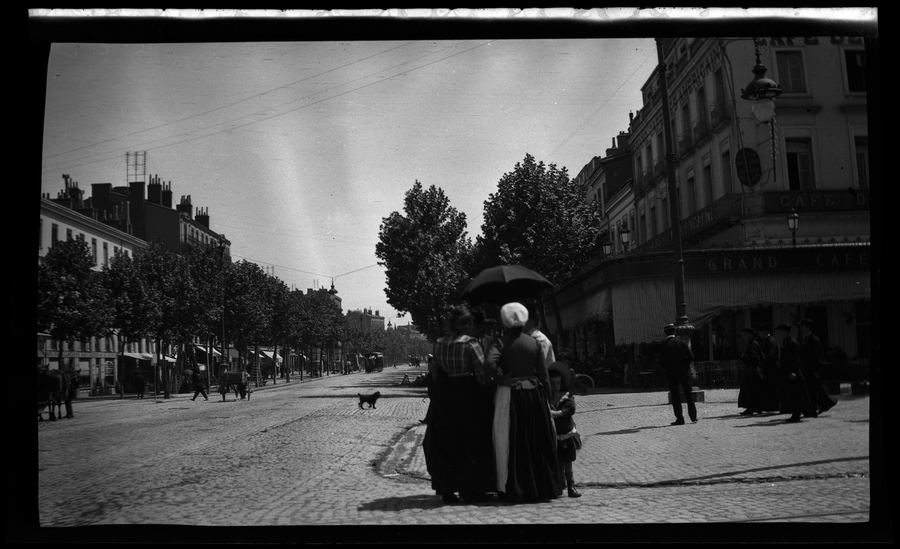
1923 - Surélévation d'un étage du Grand Café des Américains
- 1924 - Bâtiment scolaire place Perchepinte[27]
- 1928 - Bâtiments commerciaux sur rue André-Delieux pour la brasserie Montplaisir
- 1931 - Habitation, 24 rue Saint-Saëns
- Date inconnue : Restauration du Musée des Augustins, avec Jean Hulot[3].
  - Réalisations et travaux de réfection
  - Faculté des sciences de Toulouse
  - Hôtel d'Assézat
  - Les Jacobins
  - Notre-Dame de la Dalbade
  - Grand Café des Américains

## Autre
Une de ses aquarelles, réalisée en 1896 et représentant le musée des Augustins au 21 rue de Metz, est visible aux archives de la ville de Toulouse,.
En 1994, la Médaille du Vieux Toulouse, destinée à récompenser la mise en valeur d'une façade ancienne, se porte sur l'immeuble n°22 de la rue de Languedoc. Cet immeuble est édifié en 1901 par Eugène Curvale sur la commande de M. Chausson, et son nom est inscrit sur la façade.